# Leben!
Leben! (chinesisch 活着, Pinyin Huózhe) ist ein Film aus dem Jahr 1994 vom Regisseur Zhang Yimou mit Gong Li in der Hauptrolle.
Leben! bietet ein Panorama des 20. Jahrhunderts in der chinesischen Geschichte aus der Perspektive des kleinen Mannes. Nach der gleichnamigen Vorlage des Schriftstellers Yu Hua inszenierte Zhang die Geschichte von Fugui und seiner Familie, die sich durch die vielen Schicksalsschläge als Stehaufmännchen zu bewähren haben. Ihr schlichtes Gemüt und ihre Zuversicht, dass bessere Zeiten kommen mögen, bildet ihre wichtigste Eigenschaft, um die Katastrophen zu überstehen.

## Kritik
„Am populären Erzählkino orientiert, nutzt der Film Formen des Melodrams, um den menschlichen Überlebenswillen zu feiern. Ein Werk von großer emotionaler Kraft, das über das Einzelschicksal hinaus auch immer die (gesellschafts-)politische Entwicklung in China zur Sprache bringt.“

## Auszeichnungen
- Ge You wurde als Bester Darsteller bei den Internationalen Filmfestspielen von Cannes 1994 ausgezeichnet. Zhang Yimou gewann den Großen Preis der Jury und wurde mit dem Preis der ökumenischen Jury ausgezeichnet. Des Weiteren war er für die Goldene Palme nominiert.
- 1995 war der Film bei den Golden Globes für einen Preis in der Kategorie Best Foreign Language Film nominiert.
- Ebenfalls 1995 gewannen Fu-Sheng Chiu und Zhang Yimou einen British Academy Film Award für den Besten nicht-englischsprachigen Film.